# Puerta de Kyrenia
La Puerta de Kyrenia, (en griego Πύλη της Κερύνειας}}, en turco: Girne Kapısı, históricamente conocida en italiano como Porta del Proveditore) es una puerta de las murallas de Nicosia, en Nicosia del Norte, Chipre del Norte, era la puerta que se utilizaba para el transporte a las zonas del norte, especialmente Kyrenia.
La puerta fue construida en 1567 por venecianos, como parte de las nuevas murallas de la ciudad. Fue restaurada por los otomanos en 1821, y se añadió un puesto de vigilancia a la puerta para una probable revuelta griega.
En la actualidad, el Ayuntamiento turco de Nicosia utiliza la puerta como oficina de información turística.
En la puerta cuelgan tablillas de diferentes épocas. Una de ellas está en latín y data del periodo veneciano, con la fecha "MDLXII", (1562), cuando comenzó la construcción de la puerta. El texto en latín se redescubrió cuando los británicos retiraron en 1931 una inscripción del Corán colocada en ella por los otomanos. Ese mismo año, "1931" y "GVRI", que es una abreviatura de "Jorge V Rex et Imperator" ("Jorge V, Rey y Emperador"), se inscribieron en la puerta para señalar la fecha de la renovación y el monarca británico reinante. Los otomanos, que renovaron la puerta en 1821, colocaron una tercera inscripción con la tughra de Mahmud II. El texto en  escritura árabe reza: Oh Muhammad, transmite esta noticia a los que han creído: la victoria viene de Alá y su celebración es inminente. Oh, abridor de las puertas, abre las puertas que conducen al bien. La inscripción fue escrita por Sayyid Fazullah Dede, jefe de la Logia Mevlevi de Nicosia. Logia, cuyo edificio se conserva hoy como Museo Mevlevi Tekke.

## Etimología
La puerta fue llamada "Porta del Proveditore" o "Porta del Proveditore" por los venecianos cuando se construyó por primera vez. Kevork K. Keshishian afirma que la palabra "Provveditore" significa "gobernador militar" en italiano y que el nombre de la puerta hace referencia al gobernador de Chipre. Afirma que la puerta debe su nombre a un arquitecto militar, Proveditore Francesco Barbaro Nun. Keshishian dice que Barbaro es "provveditore". Más tarde, la puerta también recibió el nombre de "Porta Bembo", en honor a Laurenco Bembo, que era el gobernador de la isla. En la época otomana, la puerta recibió el nombre de "Puerta de Edirne". También se la conocía como "Puerta de la Fortaleza", debido a la presencia de municiones en el Bastión de la Armería, situado al oeste.

## Historia y uso
Los muros de las murallas de Nicosia, de 12 metros de altura y aspecto macizo, forman un círculo. Los venecianos reconstruyeron las murallas de Nicosia entre 1566 y 1568. La Puerta de Kyrenia se construyó en 1567. La puerta se abría al amanecer y se cerraba al atardecer. La Puerta de Kyrenia es un pasaje corto con arcos de medio punto y la sala de guardia de planta cuadrada construida en la parte superior de la puerta está cubierta con una cúpula.
En 1821, la puerta fue objeto de una importante reparación por parte de los otomanos. En ese momento, construyeron un segundo piso en la puerta, que se utilizó como cuerpo de guardia. El objetivo de la construcción de este piso era proteger la ciudad de una posible revuelta griega. Durante la reparación, se encontró una lápida de piedra de los venecianos que describía la construcción de la puerta. Esta tablilla está colocada sobre el arco de la puerta. Hay una inscripción consistente en un capítulo del Corán en la tablilla del lado que da al exterior de la ciudad, y junto a ella está la inscripción 1931, fecha en la que se demolieron los muros a ambos lados de la puerta. El seguro fue escrito por el calígrafo jeque Feyzi Dede. En el lado que da a la ciudad, la II. Mahmud's tughra.